# Club Sportivo Cagliari 1930-1931
Questa pagina raccoglie i dati riguardanti il Club Sportivo Cagliari nelle competizioni ufficiali della stagione 1930-1931.

## Organigramma societario
Area direttiva
- Presidente: Enzo Comi

Area tecnica
- Allenatore: Ernest Erbstein

## Rosa
| N. |                   | Ruolo | Calciatore           |
| -- | ----------------- | ----- | -------------------- |
|    | Italia (bandiera) | A     | Natale Archibusacci  |
|    | Italia (bandiera) | P     | Angelo Bedini        |
|    | Italia (bandiera) | C     | Dante Chiantini      |
|    | Italia (bandiera) | C     | Giulio Cesare Cusano |
|    | Italia (bandiera) | C     | Renato Dellacà       |
|    | Italia (bandiera) | P     | Attilio Di Clemente  |
|    | Italia (bandiera) | C     | Emilio Fadda         |
|    | Italia (bandiera) | C     | Dante Filippi        |

| N. |                   | Ruolo | Calciatore         |
| -- | ----------------- | ----- | ------------------ |
|    | Italia (bandiera) | A     | Tonino Fradelloni  |
|    | Italia (bandiera) | C     | Leopoldo Francovig |
|    | Italia (bandiera) | D     | Ilio Guerrini      |
|    | Italia (bandiera) | C     | Roberto Orani      |
|    | Italia (bandiera) | C     | Luigi Ossoinach    |
|    | Italia (bandiera) | D     | Michele Puligheddu |
|    | Italia (bandiera) | A     | Traverso           |